# اندیس کرومیت جنگونا
کرومیت جنگونا یک اندیس فلزی است که در حوالی شهر رندان استان سیستان و بلوچستان قرار دارد و مادهٔ معدنی موجود در آن، کرومیت است. سنگ میزبان این اندیس پرودیتیت تکتونیزه و آلتره است و دیرینگی آن به دوران کرتاسه بالایی می‌رسد.